# Bodtjärnen (Sidensjö socken, Ångermanland, 703143-162089)
Bodtjärnen är en sjö i Örnsköldsviks kommun i Ångermanland och ingår i Nätraåns huvudavrinningsområde. Sjöns area är 0,016 kvadratkilometer och den är belägen 250 meter över havet.